# Dolichoderus shattucki
Dolichoderus shattucki är en myrart som beskrevs av Mackay 1993. Dolichoderus shattucki ingår i släktet Dolichoderus och familjen myror. Inga underarter finns listade i Catalogue of Life.